# 1790년 미국 하원의원 선거
1790년 미국 하원의원 선거는 1790년 미국 하원의원을 선출한 선거다. 연방주의자당(Pro-Administration)을 "여당", 반연방주의자당(Anti-Administration)을 "야당"으로도 불렀다.

## 선거 결과
| 정당           | 의석 수 |
| -------------- | ------- |
| 연방주의자당   | 39석    |
| 반연방주의자당 | 30석    |
| 합계           | 69석    |